# Dänischer Eishockeypokal
Der Dänische Eishockeypokal ist der nationale Pokalwettbewerb in Dänemark im Eishockey. Erstmals fand der Wettbewerb 1998 statt. Er wird seit der Saison 2001/02 jährlich ausgetragen. Seit der Saison 1988/89 wird die Veranstaltung von Danmarks Ishockey Union organisiert. Der Pokal trägt derzeit ebenso wie die Dänische Eishockeyliga den Namen des Sponsors Arbejdernes Landsbank (deutsch: Landesarbeiterbank). Nachdem der Cup in der ersten Saison den Namen des Kreditunternehmens BRF trug, waren in der Folge die Unternehmen Toms Schokolade, Scandic Hotels, Air Canada, A-Frost Sponsoren des Turniers.

## Titelträger
| Pokal                     | Saison  | Pokalsieger               |
| ------------------------- | ------- | ------------------------- |
| BRF Cup                   | 1988/89 | Esbjerg IK                |
|                           | 1989/90 | kein Turnier              |
|                           | 1990/91 | Herning IK                |
|                           | 1991/92 | Esbjerg IK                |
|                           | 1992/93 | Esbjerg IK                |
|                           | 1993/94 | Herning IK                |
|                           | 1994/95 | kein Turnier              |
|                           | 1995/96 | Herning IK                |
|                           | 1996/97 | kein Turnier              |
| Air Canada Cup            | 1997/98 | Herning Blue Fox          |
| Air Canada Cup            | 1998/99 | Frederikshavn White Hawks |
| Air Canada Cup            | 1999/00 | Rungsted Cobras           |
| —                         | 2000/01 | kein Turnier              |
| Dänischer Eishockey-Pokal | 2001/02 | Frederikshavn White Hawks |
| Dänischer Eishockey-Pokal | 2002/03 | Odense Bulldogs           |
| Dänischer Eishockey-Pokal | 2003/04 | Rungsted Cobras           |
| Dänischer Eishockey-Pokal | 2004/05 | Nordsjælland Cobras       |
| Dänischer Eishockey-Pokal | 2005/06 | Odense Bulldogs           |
| Dänischer Eishockey-Pokal | 2006/07 | AaB Ishockey              |
| Dänischer Eishockey-Pokal | 2007/08 | Rødovre Mighty Bulls      |
| Dänischer Eishockey-Pokal | 2008/09 | Odense Bulldogs           |
| AL-Bank Cup               | 2009/10 | SønderjyskE Ishockey      |
| AL-Bank Cup               | 2010/11 | SønderjyskE Ishockey      |
| AL-Bank Cup               | 2011/12 | Herning Blue Fox          |
| AL-Bank Cup               | 2012/13 | SønderjyskE Ishockey      |
| AL-Bank Cup               | 2013/14 | Herning Blue Fox          |
| AL-Bank Cup               | 2014/15 | Herning Blue Fox          |
| AL-Bank Cup               | 2015/16 | Odense Bulldogs           |
| Metal Cup                 | 2016/17 | Rungsted Cobras           |